# Пинавойд
Пинавойд (устар. Ведь) — река в России, протекает по Мурманской области. Впадает в Верхнетуломское водохранилище, ранее устье было в 1,1 км по левому берегу реки Хорюха. Длина реки составляла 13 км.

## Данные водного реестра
По данным государственного водного реестра России относится к Баренцево-Беломорскому бассейновому округу, водохозяйственный участок реки — Тулома от истока до Верхнетуломского гидроузла, включая Нот-озеро. Речной бассейн реки — бассейны рек Кольского полуострова, впадает в Баренцево море.
Код объекта в государственном водном реестре — 02010000312101000002629.